# Geelstuitwatertroepiaal
De geelstuitwatertroepiaal (Pseudoleistes guirahuro) is een zangvogel uit de familie Icteridae (troepialen).

## Verspreiding en leefgebied
Deze soort komt voor van oostelijk Paraguay tot zuidelijk Brazilië, Uruguay en noordelijk Argentinië.